# Nicolas Cazalé
Nicolas Cazalé (ur. 24 kwietnia 1977 w Pau) – francuski aktor.

## Życiorys
Urodził się w Pau, w regionie Akwitania, w departamencie Pireneje Atlantyckie. Jego babka była Algierką. Uczęszczał do szkoły aktorskiej Cours Florent.
Mając dwadzieścia trzy lata zadebiutował na małym ekranie w serialu Louis Page (2000). Zwrócił na siebie uwagę telewidzów jako Piętaszek w telewizyjnej adaptacji powieści Daniela Defoe Robinson Crusoe (Robinson Crusoë/Robinson Crusoé, 2003) u boku Pierre'a Richarda. Kreacja Redy, syna marokańskiego emigranta, zamieszkałego we Francji, który wraz z ojcem odbywa pielgrzymkę do Mekki w dramacie Wielka podróż (Le Grand voyage, 2004) otrzymał nagrodę jury na festiwalu filmowym w Newport. W dramacie Gaëla Morela Klan (Le Clan, 2004) jako Marc, jeden z trzech braci, których łączy silna więź braterska, przeżywa śmierć matki i musi radzić sobie z życiem mieszkając wspólnie z bezradnym ojcem, a w jednej ze scen, uprawia seks analny z transwestytą. Za postać Antoine Sforza w dramacie Syn sklepikarza (Le Fils de l'épicier, 2007) był nominowany do nagrody Cezara jako najbardziej obiecujący aktor. 
W 2006 wraz z Samuelem Le Bihan wziął udział w kampanii reklamowej perfum dla mężczyzn firmy Chevignon.

## Filmografia
- Bella ciao (2001) jako Jean
- Les Chemins de l'oued (2002) jako Samy
- Robinson Crusoe (Robinson Crusoë, 2003)
- Klan (Le Clan, 2004) jako Marc
- Wielka podróż (Grand voyage, Le, 2004) jako Reda
- Spadek z problemem (Saint-Jacques... La mecque, 2005)
- UV (2007) jako Boris
- Pars vite et reviens tard! (2007) jako Damas
- Le Fils de l'épicier (2007) jako Antoine
- Chaotyczna Anna (Caótica Ana, 2007) jako Said